# Broczkó Péter
Broczkó Péter (Tokaj, 1950. július 5. –) magyar informatikus, főiskolai tanár. A közgazdaságtudomány kandidátusa (1993).

## Életpályája
1973-ban diplomázott a Leningrádi Mérnök-Közgazdasági Egyetem mérnök-közgazdász szakán. 1973–1980 között az Állami Népességnyilvántartó Hivatalnál a népességnyilvántartás előkészítésével foglalkozott. 1976-ban a Marx Károly Közgazdaságtudományi Egyetemen számítástechnikai szakközgazdász végzettséget szerzett. 1980-tól az Élelmiszeripari Gépi Adatfeldolgozó Vállalatnál különféle tanulmányokat készített. 1982-től a Számalknál és a Központi Statisztikai Hivatalban dolgozott. 1984-től a MÚOSZ tagja. 1987–1990 között a Műszeripari Kutató Intézet által alapított MIKI Szoftverfejlesztő Leányvállalat felügyelőbizottságának tagja volt. 1989-től kuratóriumi tagja volt a – szakmailag Polgár László által vezetett, az ő nevelési módszereit alkalmazó általános iskolát létrehozó – Talento alapítványnak, egészen Polgár László kiválásáig. 1990-től a Kereskedelmi Szervezési Intézet felügyelőbizottságának tagja. 1994-től az Óbudai Egyetem Neumann János Informatikai Karán, illetve annak jogelődjeinél dolgozott főiskolai tanári, majd egyetemi docensi munkakörben. 1996-tól intézeti tudományos igazgatóhelyettes, majd kari szinten kapcsolatfejlesztési igazgatói beosztásban dolgozott az egyetemen. 1998-tól a Magyar Számítástechnikai és Informatikai Alapítvány kuratóriumi tagja. 2006-tól informatikai igazságügyi szakértőként is tevékenykedett.

### Munkássága
A népességnyilvántartási adatbázisból kinyerhető, matematikai módszerekkel végezhető szolgáltatási lehetőségeket kutatta; kidolgozta az általános iskolai beiskolázás optimalizálását végző lineáris programozási modellt, melynek éles adatokon működő változatát is ő programozta. A hazai és a kelet-európai számítástechnikai piacot elemezte, fejlődésének trendjeit vizsgálta. Alapító tagja volt a Mikroszámítógép Magazin (mely később Alaplap, majd Új Alaplap címen jelent meg), a Floppylap (ezeknél végig rovatvezető is volt) és a Byte Magyarország szerkesztőbizottságának. Ezen kívül rendszeresen publikált a Számítástechnika, majd a Computerworld–Számítástechnika szaklapokban.

## Művei
- A szocialista országok mikro- és miniszámítógépei (Budapest, 1984)
- A professzionális mikroszámítógépek piaci helyzete (Budapest, 1987)
- A mikroszámítástechnika 1987. I. félévi piaci helyzete (Budapest, 1987)
- A mikroszámítástechnika 1987. II. félévi piaci helyzete (Budapest, 1988)
- Hardver-katalógus (Budapest, 1989)
- Szoftver-katalógus (Budapest, 1989)
- Hardver-katalógus – 1990. első félév (Budapest, 1990)
- Szoftver-katalógus – 1990. első félév (Budapest, 1990)
- Hardver-katalógus – 1990. második félév (Budapest, 1990)
- Szoftver-katalógus – 1990. második félév (Budapest, 1990)
- Szoftver-katalógus – 1991. első félév (Budapest, 1991)
- Műszaki informatika, tankönyv a felsőfokú műszaki szakképzés számára (1998)
- Műszaki informatika, tankönyv a felsőfokú műszaki szakképzés számára, (objektum-orientált programozással bővített kiadás, 2001)
- Az informatika alapjai (2005)
- Szolgáltatásmérnöki ismeretek (2008)

## Díjai, kitüntetései
- Elnöki dicséret (Központi Statisztikai Hivatal, 1976)
- Haza Szolgálatáért Érdemérem bronz fokozat (honvédelmi miniszter, 1977)
- Vezérigazgatói dicséret (Számalk, 1983)
- Szakszervezeti munkáért, arany fokozat (Szakszervezetek Országos Tanácsa, 1987)
- Kiváló munkáért (minisztertanács, 1989)
- Neumann-díj (Neumann János Számítógép-tudományi Társaság, 1992)[5][6]
- Főigazgatói dicséret (Kandó Kálmán Műszaki Főiskola, 1999)
- Főigazgatói dicséret (Budapesti Műszaki Főiskola, 2003)
- Neumann János emlékplakett (Óbudai Egyetem NIK, 2014)